# 高田站 (香川縣)
高田站（日语：／ Takata eki */?）是位於香川縣高松市、隷屬於高松琴平電氣鐵道（琴電）長尾線的車站。車站編號為N09，位於香川縣道30號旁，也是長尾線在高松市內的最後一個車站。本站是琴電制度下的「途中下車指定站」，並有站員駐守。站內設有服務窗口，處理IruCa、定期票購買等等的各種服務。是長度線內少有駐有站員的中途站。
此站設有長尾線全線電力供應的專用變電站，過往更曾設置了發電機。

## 車站構造

### 站房
單層木材建成的站房一座，正門設於右方，進站後為候車大堂，左側即為服務窗口，中間設置了一部簡易式自動售票機，右側則放置了候車長櫈，站房左方為站員室，同時也是驗票窗口，前往各月台的乘客，不論有否進入站房，均會經過這驗票窗口。至於1組對應上、下車的IC卡感應器，則設置於1號月台近梯級口的位置。使用2號月台的乘客，則須使用站內平交道前往。
站房外另建有一座男、女及傷殘人士專用的洗手間一座，並放置了多部自動販賣機。

### 月台
設有側式月台2座，長度約50米。列車採用右側通行的模式站進出車站，是長尾線上唯一採用此方式入站及交換列車。2號月台幾乎整個都被上蓋和背板所包圍，而1號月台則只於近站房部份設有月台上蓋。由於站房的候車室已兼顧了大部份月台上的功能，因此兩邊月台只設有一至兩張候車長櫈而已。
| 月台 | 路線    | 上下行 | 方向           |
| ---- | ------- | ------ | -------------- |
| 1    | ■長尾線 | 上行   | 高松築港方向   |
| 2    | ■長尾線 | 下行   | 平木、長尾方向 |

## 歷史
- 1912年4月30日：開業。

## 利用状況
此站曾經是除築港線三站外，長尾線內最多人使用的車站，不過現時已被林道站代替，位列第三。
| 1日上落人數推斷 | 1日上落人數推斷 |
| 年度            | 1日平均人數     |
| --------------- | --------------- |
| 2011            | 1,343           |
| 2012            | 1,336           |
| 2013            | 1,368           |
| 2014            | 1,371           |
| 2015            | 1,442           |
| 2016            | 1,392           |
| 2017            | 1,435           |
| 2018            | 1,407           |
| 2019            | 1,442           |
| 2020            | 1,103           |
| 2021            | 1,103           |
| 2022            | 1,243           |

## 相鄰車站
高松琴平電氣鐵道
■長尾線
西前田（N08）－高田（N09）－池戶（N10）

## 外部連結
- 高松琴平電鐵高田站資訊 （页面存档备份，存于）（日語）